# Vähäjärvi (Pajala socken, Norrbotten, 749439-182401)
Vähäjärvi är en sjö i Pajala kommun i Norrbotten och ingår i Torneälvens huvudavrinningsområde. Sjön har en area på 0,116 kvadratkilometer och ligger 161 meter över havet. Sjön avvattnas av vattendraget Vähäjoki.

## Delavrinningsområde
Vähäjärvi ingår i det delavrinningsområde (749473-182351) som SMHI kallar för Mynnar i Patojoki. Medelhöjden är 170 meter över havet och ytan är 10,6 kvadratkilometer. Det finns inga avrinningsområden uppströms utan avrinningsområdet är högsta punkten. Vähäjoki som avvattnar avrinningsområdet har biflödesordning 5, vilket innebär att vattnet flödar genom totalt 5 vattendrag innan det når havet efter 241 kilometer. Avrinningsområdet består mestadels av skog (30 procent) och sankmarker (57 procent). Avrinningsområdet har 0,11 kvadratkilometer vattenytor vilket ger det en sjöprocent på 1,1 procent.